# Alfa Romeo BAT
Alfa Romeo BAT var en serie prototyper tillverkade av den italienska karossbyggaren Bertone åt Alfa Romeo mellan 1953 och 1955.

## Alfa Romeo BAT
Alfa Romeo tog hjälp av Bertone att utveckla karosser med lägsta möjliga luftmotstånd. Bilarna kallades BAT efter italienskans Berlinetta Aerodinamica Tecnica. Tekniken hämtades från 1900-modellen. Tre bilar byggdes: BAT 5, 7 och 9. Var och en presenterades på bilsalongen i Turin tre år i följd mellan 1953 och 1955. Karosserna karaktäriserades av sina stora fenor.
Våren 2008 presenterade Alfa Romeo en fjärde prototyp i serien: BAT 11. Den baserades på Alfa Romeo 8C Competizione.

## Bilder

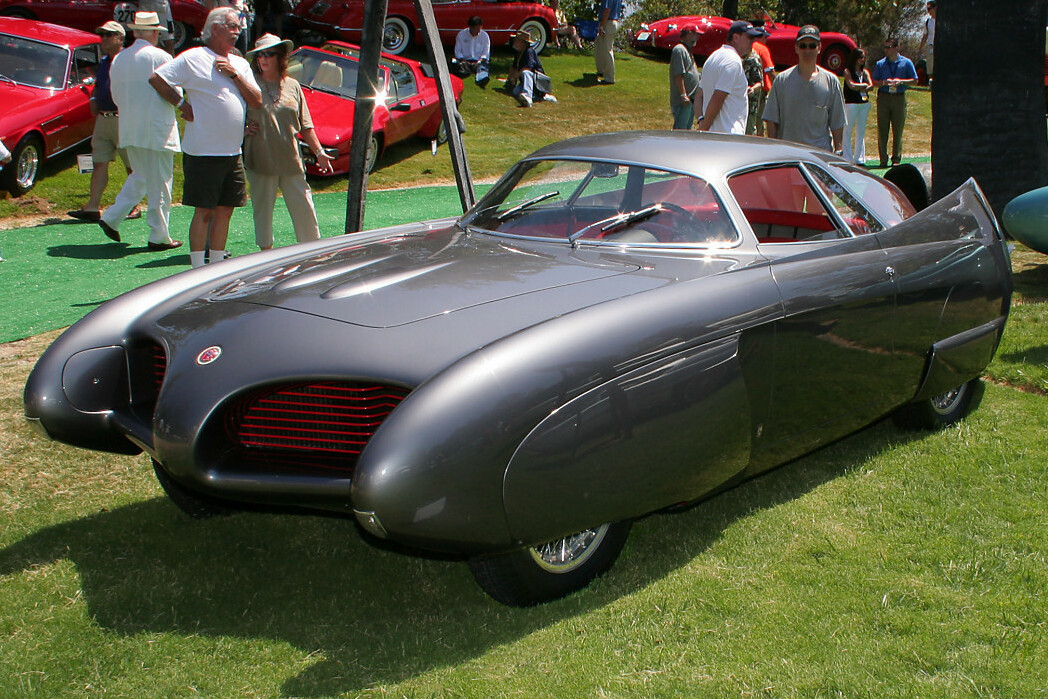
Alfa Romeo BAT 5
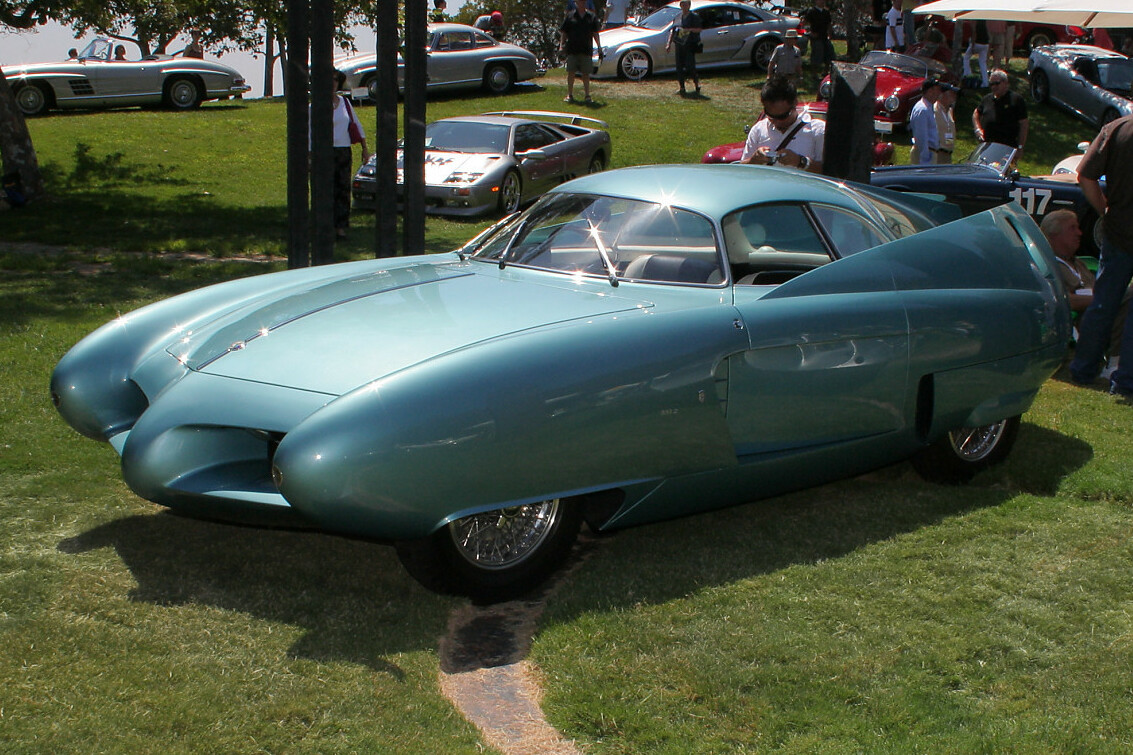
Alfa Romeo BAT 7
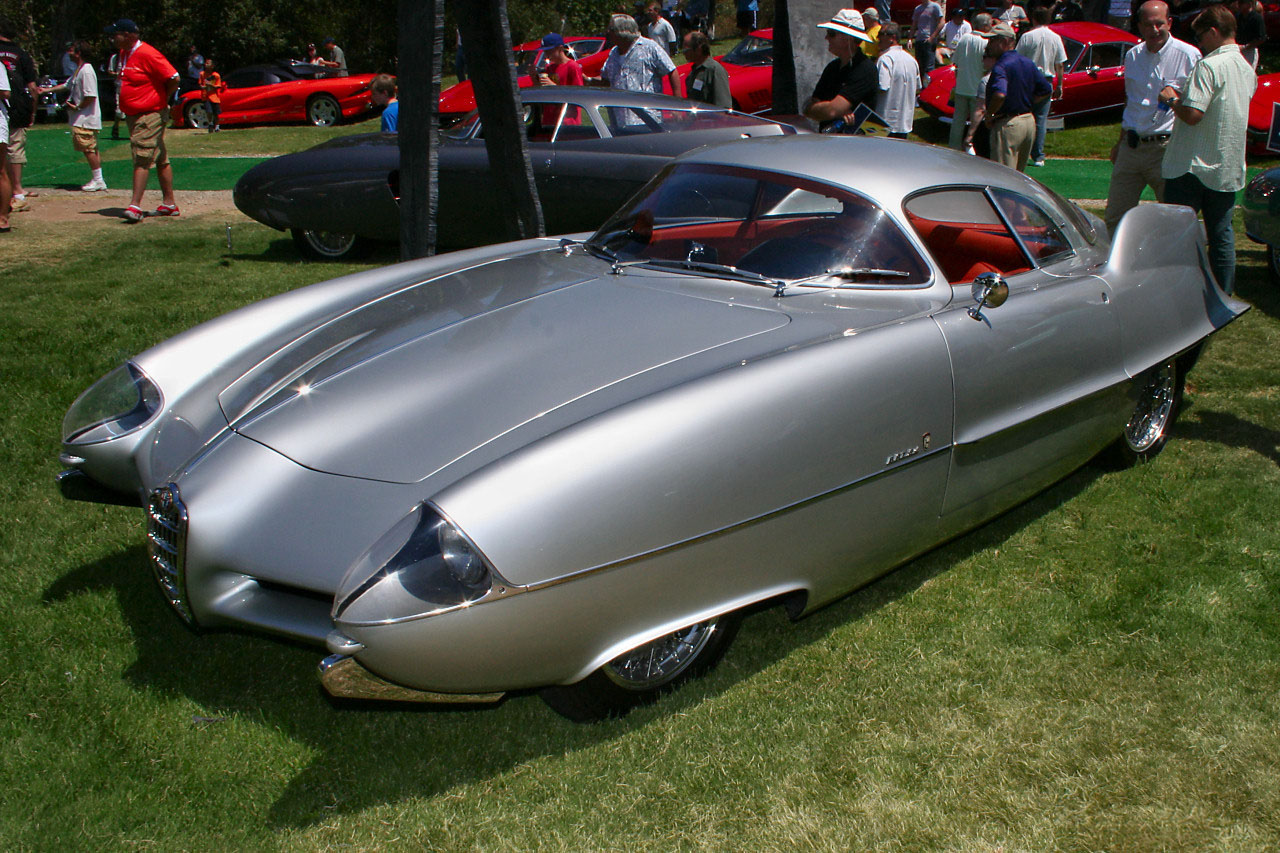
Alfa Romeo BAT 9
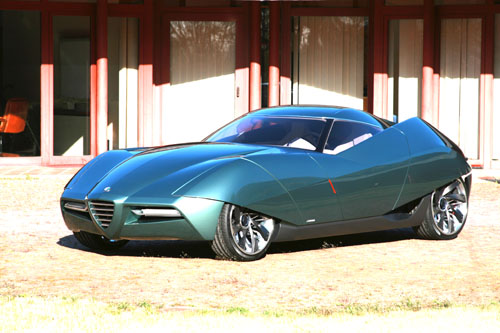
Alfa Romeo BAT 11